# Ray Hicks
Raymond „Ray“ Hicks (* 3. März 1917 in Dulwich; † 12. Januar 1974 in Honiton oder in Colyton (Devon)) war ein britischer Radrennfahrer.

## Sportliche Laufbahn
Hicks war im Bahnradsport aktiv. 1936 startete er bei den Olympischen Sommerspielen in Berlin. Im 1000-Meter-Zeitfahren belegte er den 7. Platz. Im Sprint gewann er seinen Vorlauf gegen Manuel Riquelme. In der 2. Runde unterlag er gegen Edgar Gray und schied aus.
Bei den Commonwealth Games 1938 gewann er die Silbermedaille im Punktefahren. 1936 wurde er bei den nationalen Meisterschaften Vizemeister im Tandemrennen mit Bob Meller als Partner. 1937 startete er bei den Bahnradsport-Weltmeisterschaften im Sprint.